# 金宝街
39°54′51″N 116°25′04″E / 39.91415°N 116.41784°E
金宝街，是位于北京市东城区的一条道路。

## 简介
金宝街西起东单北大街，与金鱼胡同相连接。东到东二环，为建国门北大街、朝阳门南大街的分界处。
金宝街是在过去的大雅宝胡同、松树院、遂安伯胡同及民居的旧址上开辟。上述三条胡同的情况分别是：
- 大雅宝胡同：位于朝阳门南小街东侧，呈东西走向，西端曲折。东到东二环，西到春松胡同，有四条支巷通小雅宝胡同。全长472米，宽11米，铺有沥青路面。该胡同清朝属镶白旗，乾隆时称为“大哑巴胡同”。据说此处曾经住有富家两兄弟，乳名大哑巴、小哑巴，故得名。宣统时称“大雅宝胡同”。中华民国时期沿称。1965年北京市整顿地名时，将扁担胡同并入。文化大革命中一度改称蓬勃胡同，后来恢复原名。该胡同2000年拆除，并入金宝街。[1]
- 松树院：位于朝阳门南小街东侧，呈南北、东西走向。北起小雅宝胡同，东到春松胡同，南通盛芳胡同。全长171米，宽5米，铺有沥青路面。松树院，中华民国时期称此名，据称因该胡同4号院内有一棵直径大约1米的古松而得名。1949年以后沿称。1965年北京市整顿地名时将礼拜寺夹道并入。被拆除前，胡同内都是民居。金宝街占据了松树院东西走向部分的原址。松树院的其他部分的原址则被位于金宝街南北两侧的朝阳门南小街16号楼、18号楼占据。[2]
- 遂安伯胡同：位于东单北大街东侧，呈东西走向，西端向北折。东起朝阳门南小街，西到西石槽胡同，南有两条支巷通往红星胡同，北有支巷通往东石槽胡同。全长578米，宽7米，铺有沥青路面。该胡同明朝属黄华坊，称为“遂安伯胡同”，因为明朝永乐年间遂安伯陈志居此处而得名。清朝属镶白旗，沿称。1965年北京市整顿地名时将井儿胡同并入。文化大革命中一度改称“五敢胡同”，后来恢复原名。被拆除前，胡同内都是民居。金宝街占据了遂安伯胡同的东西走向部分。[3]

金宝街项目开始于1998年。1998年，北京市人民政府携金宝街项目到香港招商，该项目作为“市政带危改”项目之一，目的是“扩大王府井商圈”。香港富华国际集团董事长陈丽华获得了金宝街西段（从金鱼胡同东口到朝阳门南小街段）的开发权。
金宝街项目是将金鱼胡同和东二环相连，使王府井大街除南北两端之外再增加一条对外连接的通道，以缓解王府井的交通紧张。和以往政府出资修路的工程不同，金宝街项目不用政府出资，由开发商投资修路并负担居民拆迁费用，政府给予开发商道路两侧的房地产开发权及配套优惠政策，这是北京市首次采用这种开发模式。经过近两年准备，金宝街“市政带危改”工程于2000年12月26日开工。
在该地区修建道路并进行大规模拆迁，所耗资金甚巨，并且引发了文物保护争议，该地区原有的四合院风貌及部分古迹遭到破坏。经过东城区文委及文物保护人士的争取，蔡元培旧居获得了原地保护并由开发商香港富华国际集团出资上千万元修缮。拆迁中位于红星胡同57号的一座欧式近代小楼并非文物，但也获得开发商香港富华国际集团出资保护和修缮。
2001年初，金鱼胡同东口至朝阳门南小街的金宝街西段竣工通车。2003年9月24日，连接东二环和朝阳门南小街的金宝街东段竣工通车。至此，全长710米的金宝街全线贯通。
金宝街项目的开发范围：东到朝阳门南小街；西到东单北大街、东四南大街；南到东堂子胡同；北到干面胡同。总占地面积223300平方米，规划建筑面积388200平方米，分为8个地块。其开发建设大致分三阶段。第一阶段包括三号地金宝酒店、八号地华丽大厦（2003年完工）、四号地鑫海锦江酒店（鑫海大厦）、一号地富华金宝中心（金宝大厦）。第二阶段包括五、六、七号地。2006年6月30日，金宝街七号地的北京香港马会会所主体结构封顶仪式举行，该项目是北京市人民政府批示的“08办”的介入项目，2008年作为北京奥运会香港马术赛区的驻京联络机构。2009年，金宝街第一个高端购物中心“金宝汇”开业。